# Bräunungsstreifen

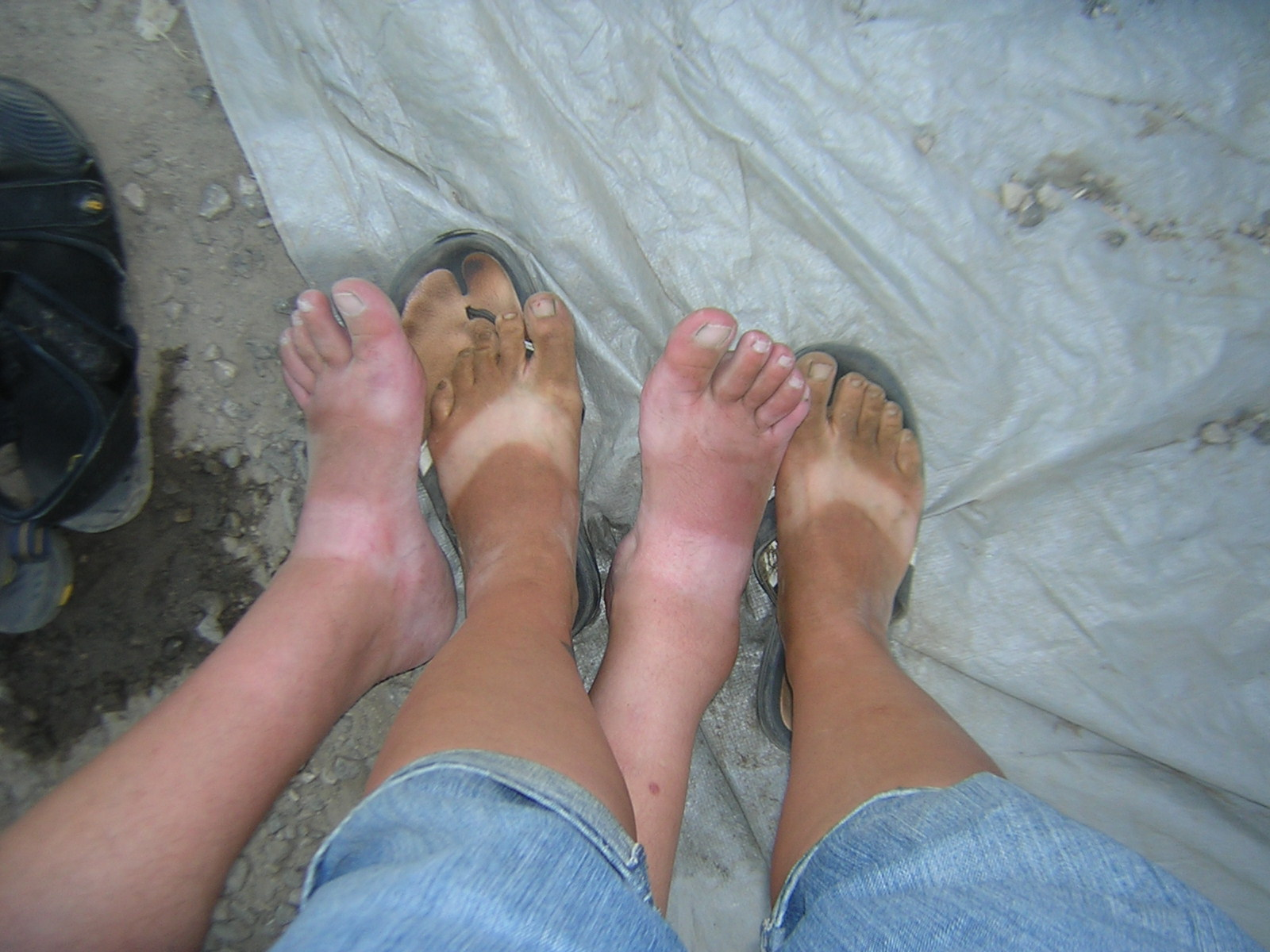
Bräunungsstreifen auf Füßen

Bräunungsstreifen sind ein von der Hautbräunung ausgesparter heller Bereich auf der Haut mit scharfer Abgrenzung und auffälligem Bräunungsunterschied. Sie entstehen, wenn Teilbereiche der Haut zufällig oder gezielt vor Sonneneinstrahlung und damit der Bräunung geschützt werden. Die hellen Bräunungsstreifen selbst sind ein Alltagsphänomen und, abgesehen von der stets schädlichen Sonneneinwirkung auf die umgebende Haut, ohne Krankheitswert.
Die Quelle der Strahlung kann die Sonne oder künstliche UV-Lichtquellen wie Bräunungslampen sein. Bräunungsstreifen sind in der Regel eine unbeabsichtigte Folge des Arbeitsumfelds oder von Freizeitaktivitäten ohne ausreichenden Sonnenschutz, werden aber manchmal auch absichtlich verursacht. Manche Menschen empfinden die Ästhetik sichtbarer Bräunungsstreifen als unschön und versuchen sie zu vermeiden.